# Plexippoides doenitzi
Plexippoides doenitzi là một loài nhện trong họ Salticidae.
Loài này thuộc chi Plexippoides. Plexippoides doenitzi được Ferdinand Karsch miêu tả năm 1879.